# 3787 Aivazovskij
3787 Aivazovskij (1977 RG7) là một tiểu hành tinh vành đai chính được phát hiện ngày 11 tháng 9 năm 1977 bởi Chernykh, N. ở Nauchnyj.